# Alveolarmakrophage
Die Alveolarmakrophagen kommen als so genannte „Staubzellen“ auf der Oberfläche der Lungenbläschen (Alveolen) vor. Sie phagozytieren totes Material, Toxine aus dem Blut und Fremdpartikel (→ Pneumokoniose). Zudem bilden sie Zytokine. Alveolarmakrophagen stammen von Monozyten aus dem Knochenmark ab, wandern über die Blutgefäße in die Lunge ein und haften sich am Endothel der Lungenkapillaren an. Bei Auftreten von Fremdpartikeln wandern sie in die Lungenbläschen ein.
„Herzfehlerzellen“ (Siderophagen) sind eine besondere Form der Alveolarmakrophagen, die (pathologisch) ausgetretene rote Blutkörperchen phagozytiert und verdaut haben. Das Eisen des aufgenommenen Hämoglobins ist dabei als gelb-braunes Pigment (Hämosiderin) in den Zellen sichtbar und kann mit der Berliner-Blau-Färbung selektiv dargestellt werden. Herzfehlerzellen kommen bei Linksherzinsuffizienzen infolge der Rückstauung von Blut in der Lunge vor und sind im Sputum der Erkrankten nachweisbar.
Die Differentialzytologie einer bronchoalveolären Lavage zeigt normalerweise über 90 % Alveolarmakrophagen.